# Дорожні роботи (роман)
«Дорожні роботи» (англ. Roadwork) — роман американського письменника Стівена Кінга (під псевдонімом Річард Бахман) 1981 року. У 1985 році його було опубліковано в антології «Книги Бахмана».
У романі йдеться про чоловіка Бартона Джорджа Довза, який втрачає родину, бізнес і житло. Намагаючись організувати теракт, він виглядає божевільним, але правда виявляється більш неоднозначною.

## Сюжет
У серпні 1972 року під час інтерв'ю для газети «Людина на вулиці» Бартон Джордж Довз обурюється новим проєктом розширення шосе.
В листопаді 1973 року, Довз купує револьвер .44 Magnum і мисливську рушницю .460 Weatherby Magnum. Флешбеки розкривають, що син Давза Чарлі помер від раку мозку три роки тому. Про сина йому нагадує будинок і сімейний бізнес — пральня; обидва будинки повинні бути знесені для прокладання шосе.
Довз не бажає переїжджати в нове приміщення, попри наполягання його дружини Мері, котра покидає його. Потім Довс звертається до Сальваторе «Сала» Магліоре, власника місцевого магазину вживаних автомобілів, пов'язаного з організованою злочинністю, щоб отримати вибухівку. Спочатку Магліоре вважає його божевільним і відмовляє, тож Довс сам збирає коктейлі Молотова та використовує їх, щоб саботувати будівництво шосе. Його не вдається спіймати, але підпал лише на трохи перериває будівництво.
Спершу Довз відмовляється прийняти від міської влади компенсацію за будинок, але змінює свою думку після того, як міський прокурор погрожує оприлюднити його стосунки з Олівією Бреннер, молодою автостопницею, яка раніше знайшла притулок у його будинку. Магліоре, переслідуючи власні цілі, погоджується дати вибухівку, але спершу перевіряє будинок Довза на наявність пристроїв стеження, можливо встановлених міською владою. Довз віддає половину грошей Мері, дає 5 тис. доларів безхатченку в кав'ярні, а решту передає Магліоре від імені Олівії як сплату за вибухівку.
У січні 1974 року, за кілька годин до останнього терміну виселення, Довз обкладає весь будинок вибухівкою та барикадується всередині. Коли прибуває поліція, щоб примусово виселити його, він стріляє, але нікого не вбиває, що привертає увагу ЗМІ. Довз вимагає організувати зустріч із репортером, який брав у нього інтерв'ю в 1972 році. Після розмови з репортером, у якій Довз показує, що розширення шосе було безпідставним. Єдина причина — це побудувати певну кількість доріг, аби отримати федеральне фінансування будівельних проєктів. Закінчивши розповідь, Довз викидає зброю у вікно та підриває будинок разом із собою.
Короткий епілог показує, що репортер і його команда зрештою отримали Пулітцерівську премію за висвітлення інциденту та розкриття махінацій із будівництвом. Міська влада намагалася стягнути з Мері повернення коштів, але відмовилося від позову через суспільний резонанс.

## Герої[1]
- Бартон Джордж Довз (англ. Barton George Dawes);
- Мері (англ. Mary) — його дружина;
- Чарлі (англ. Charlie) — їхній син;
- Дейв Альберт (англ. Dave Albert) — репортер;
- Олівія Бреннер (англ. Olivia Brenner) — хіч-хайкер[2], яку підвіз Бартон;